# Bakrov(II) sulfat pentahidrat
Bakrov(II) sulfat pentahidrat (tetraakva-bakrov(II)sulfat monohidrat, plavi vitriol, CuSO4 x 5 H2O) obliku je plavo-modrih prozirnih kristala poznat pod nazivom „modra galica“.
Bezvodni bakrov(II) sulfat (CuSO4) daje zelenobijele ili sivobijele kristale koji na sebe lako vežu vodu dajući stabilne hidrate s jednom,tri ili pet molekula vode. Budući da s najmanjom količinom vode prvo postane svijetlo plav, a zatim pomodri, upotrebljava se za dokazivanje malih količina vode, npr. u alkoholu.

## Osobine i svojstva
Zbog hidrolize Cu2+ iona otopina modre galice reagira kiselo.

U prirodi se nalazi kao lazurno modri, triklinski, kristali minerala halkantita koji su lako topljivi u vodi.

Od pet molekula kristalne vode četiri su kompleksno vezane za bakreni, a peta na sulfatni ion.

Najznačajnija i jedna od najvažnijih bakrenih soli, i vjerojatno najpoznatija je sol bakra, a bila je poznata još starim Egipćanima. Plinije je opisao njezinu proizvodnju u Španjolskoj, a još krajem 19. stoljeća (1880. godine) otkriveno je njezino fungicidno djelovanje što je potaklo njenu industrijsku proizvodnju.
Modra galica u vodi u potpunosti disocira i hidrolizira pri čemu nastaje kisela otopina.
Bakrov(II) sulfat (modra galica) s amonijakom daje izrazito modro obojen tetraaminbakrov(II) sulfat.

Dodatkom alkohola (npr. etanola) u otopinu dolazi do taloženja tetraaminbakrovog(II) sulfata monohidrata u obliku modrih kristala (indigo plava boja).
Iz otopine modre galice moguće je elektrolizom dobiti čisti bakar, što je osnova industrijskog pobakrivanja i dobivanja čistog bakra za potrebe elektronike.
Elektrolizu opisuju sljedeće jednadžbe:
Cu2+ + 2e- → Cu
2H2O → O2 + 4e- + 4H+
2Cu2+ + 2H2O → 2Cu + O2 + 4H+.

## Dobivanje
1.

Industrijski se može dobiti kristalizacijom iz elektrolita preostalog od rafinacije bakra; te djelovanjem sumporne kiseline na bakrov oksiklorid (Bigourdan-Bebin postupak). Taj je proces ekonomičniji i ekološki prihvatljiviji od dobivanja modre galice reakcijom bakra s koncentriranom sumpornom kiselinom.
Industrijski se modra galica najviše u većim količinama dobiva otapanjem bakra u vrućoj 70%-tnoj sumpornoj kiselini, uz prisustvo kisika iz zraka koji je oksidans.
2 Cu + 2 H2SO4 + O2 --> 2 CuSO4 + 2 H2O
Ioni [Cu(H2O)4]2+ i [SO4(H2O)]2- se vežu u bakrov sulfat pentahidrat (CuSO4 x 5 H2O; modra galica).
1.1.

Laboratorijski; s koncentriranom sumpornom kiselinom zagrijavanjem nastaje bezbojni plin sumporov(IV) oksid i bakrov(II) sulfat topljiv u vodi:
Cu(s) + 2 H2SO4 --> CuSO4 + SO2(g) + 2 H2O
Iz vruće zasićene otopine bakrova(II) sulfata kristalizira bakrov(II) sulfat pentahidrat (CuSO4 x 5H2O, modra galica).

## Opasnosti
Modra galica je vrlo jak otrov za niže organizme, dok se kod ljudi ponaša kao kumulativni otrov, taložeći bakar u organizmu.

## Uporaba
Najviše se upotrebljava u vinogradarstvu kao pesticid, točnije fungicid protiv peronospore (bolest - gljivična infekcija) na vinovoj lozi. Vinova loza se ne prska otopinom modre galice, već se toj otopini dodaje gašeno vapno, a ta smjesa je poznata pod imenom „bordoška juha“. Dodatkom gašenog vapna dolazi do neutralizacije.
Dvovalentni ioni bakra blokiraju enzimatske reakcije u gljivičnim sporama i na taj način sprječavaju njihovo klijanje.
Sada je polako zamjenjuju drugi možda malo skuplji, ali bolji pesticidi za polijevanje vinove loze jer je bakar kao element u obliku sulfata otrovan za čovjeka. Također i dugogodišnjom primjenom fungicida u vinogradima nagomilavaju se bakrovi ioni u tlu, što šteti vinovoj lozi. (Ustanovljeno je da su bakrovi ioni u količini većoj od 100 mg/kg tla otrovni za vinovu lozu.)

Također zbog svog fungicidnog djelovanja upotrebljava se u poljodjelstvu kao sredstvo za zaštitu bilja, protiv raznih biljnih štetočina, nametnika (mušica) na krumpiru, voćkama i rajčici, koje napadaju ponajprije list.
Koristi se još i kao aktivator pri flotaciji ruda kobalta, olova i cinka, proizvodnji lakova i boja, u tekstilnoj industriji, kožarstvu, za uništavanje alga u rezervoarima, vodovodima i bazenima, kao dodatak umjetnim gnojivima, za zaštitu drveta (točnije za konzerviranje drveta), u galvanotehnici kao elektrolit u galvanskim člancima i kupkama za pobakrivanje, a u medicini protiv gljivičnih infekcija.